# Willie Pastrano
Willie Pastrano, właśc. Wilfred Raleigh Pastrano (ur. 27 listopada 1935 w Nowym Orleanie zm. 8 grudnia 1997 tamże) – amerykański bokser, zawodowy mistrz świata kategorii półciężkiej.
Był grubym chłopcem. Aby sobie z tym poradzić, zaczął trenować boks ze swym przyjacielem, którym był inny przyszły mistrz świata w boksie Ralph Dupas. W 1951, gdy miał 16 lat, rozpoczął karierę zawodowego boksera. Walczył zasadniczo w kategorii półciężkiej, chociaż mierzył się również z wieloma bokserami wagi ciężkiej, a także średniej. Jego trenerem był Angelo Dundee.
W 1955 pokonał byłego mistrza świata wagi półciężkiej Joeya Maxima, a także znanego boksera wagi ciężkiej Rexa Layne'a. W 1958 wygrał i przegrał z Anglikiem Brianem Londonem, który później dwukrotnie walczył o tytuł mistrza świata wagi ciężkiej. W 1962 pokonał Toma McNeeleya i zremisował z byłem mistrzem świata wagi półciężkiej Archiem Moore'em.
1 czerwca 1963 w Las Vegas Pastrano niespodziewanie zdobył tytuł mistrza świata w kategorii półciężkiej, wygrywając niejednogłośnie z dotychczasowym mistrzem Haroldem Johnsonem. Następnie przegrał towarzyską walkę z Gregorio Peraltą z Argentyny i wygrał, również w walce towarzyskiej, z Mikiem Holtem. 10 kwietnia 1964 w Nowym Orleanie Pastrano obronił tytuł wygrywając z Gregorio Peraltą przez techniczny nokaut w 6. rundzie. Po raz drugi walczył skutecznie w obronie pasa 30 listopada tego roku w Manchesterze, gdzie pokonał przez techniczny nokaut w 11. rundzie Terry'ego Downesa.
30 marca 1965 w Madison Square Garden w Nowym Jorku Pastrano przegrał przez techniczny nokaut w 9. rundzie z José Torresem i stracił tytuł mistrza świata. Była to jego ostatnia walka zawodowa.
Po zakończeniu kariery pięściarskiej Pastrano popadł w nałóg heroinowy, który udało mu się przezwyciężyć. Pracował potem z bokserską młodzieżą. Zmarł w wieku 62 lat.
Został wybrany w 2001 do Międzynarodowej Bokserskiej Galerii Sławy